# Woodford Hill River
Der Woodford Hill River ist ein Fluss im Norden von Dominica im Parish Saint Andrew.

## Geographie
Der Woodford Hill River entspringt im Gebiet von Constant Spring auf einer Höhe von ca. 100 m über dem Meer. Das Quellgebiet gehört dabei zum selben Grundwasserleiter wie Zuflüsse des Mamelabou River (westlich) und des Toulaman River (Tweed River, östlich). Der Fluss fließt zunächst in weitem Bogen nach Nordosten durch die Gebiete Subaina, Water Mill in Richtung auf Wesley, biegt dann jedoch stärker nach Norden und fließt durch Woodford Hill zur Woodford Hill Bay (La Taille Bay), wo er nach einem Verlauf von ca. 8 km in den Atlantik mündet. Im Gebiet von Woodford Hill erhält er noch mehrere Zuflüsse von linke und Westen aus dem Gebiet von Champagne, sowie vom Woodford Hill Lake (⊙). Er streift auch das Einzugsgebiet des kleinen Eden River im Osten.